# Brazoria County
Das Brazoria County ist ein County im Bundesstaat Texas der Vereinigten Staaten. Das U.S. Census Bureau hat bei der Volkszählung 2020 eine Einwohnerzahl von 372.031 ermittelt. Der Sitz der County-Verwaltung (County Seat) befindet sich in Angleton.

## Geographie
Das County liegt südöstlich des geographischen Zentrums von Texas am Golf von Mexiko und gehört zur Metropolregion Greater Houston. Es hat eine Fläche von 4137 Quadratkilometern, wovon 547 Quadratkilometer Wasserfläche sind. Es grenzt im Uhrzeigersinn an folgende Countys: Harris County, Galveston County, Matagorda County, Wharton County und Fort Bend County.

## Geschichte
Brazoria County wurde am 17. März 1836 als Original-County gebildet. Benannt wurde es nach dem Brazos River.

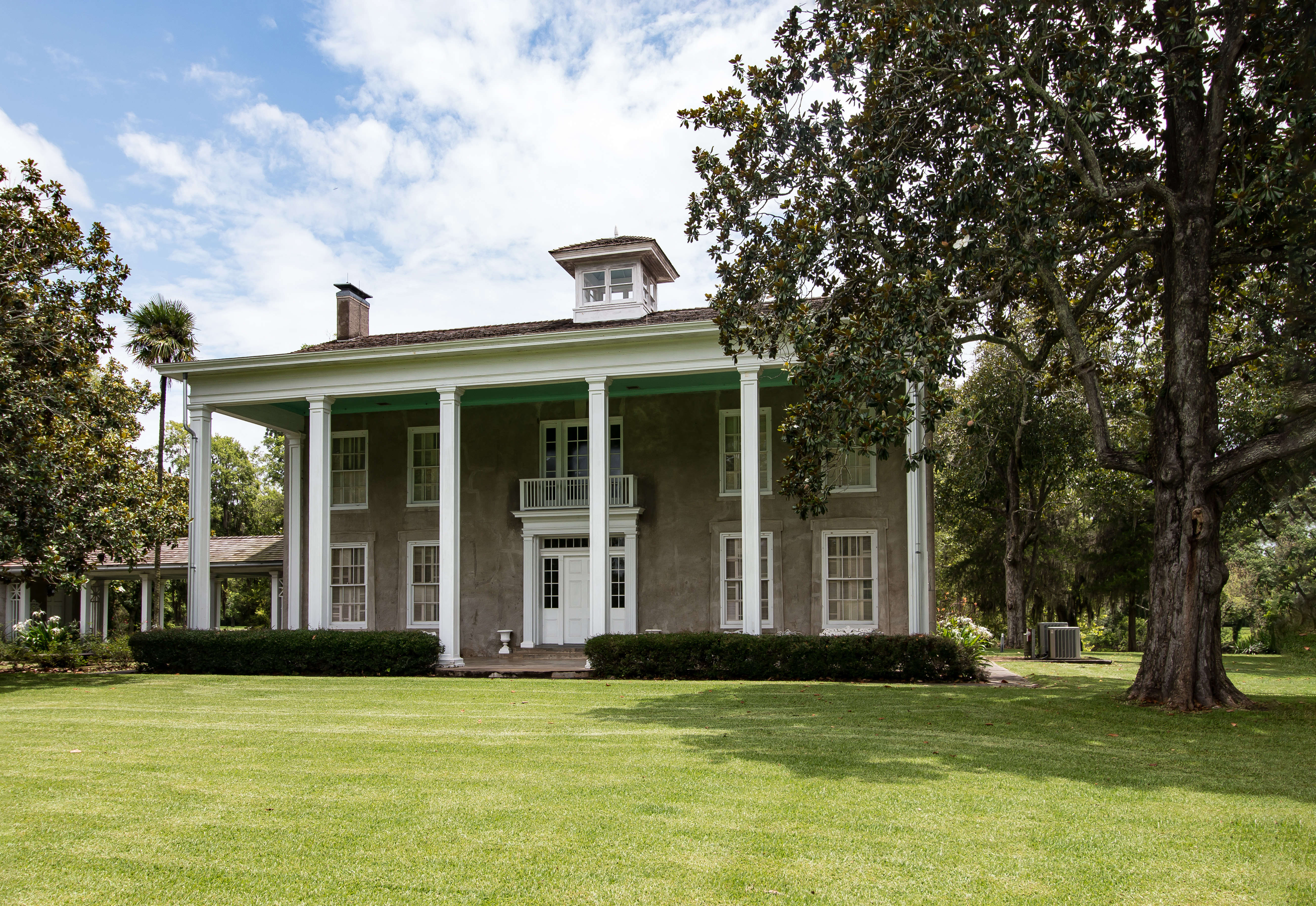
Die Varner-Hogg Plantation ist einer von elf Einträgen des Countys im NRHP.

Elf Bauwerke und Stätten des Countys sind im National Register of Historic Places (NRHP) eingetragen (Stand 2. Oktober 2018).

## Demografische Daten

Alterspyramide des Brazoria Countys (Stand: 2000)

Nach der Volkszählung im Jahr 2000 lebten im Brazoria County 241.767 Menschen; es wurden 81.954 Haushalte und 63.104 Familien gezählt. Die Bevölkerungsdichte betrug 67 Einwohner pro Quadratkilometer. Ethnisch betrachtet setzte sich die Bevölkerung zusammen aus 77,09 Prozent Weißen, 8,50 Prozent Afroamerikanern, 0,53 Prozent amerikanischen Ureinwohnern, 2,00 Prozent Asiaten, 0,03 Prozent Bewohnern aus dem pazifischen Inselraum und 9,63 Prozent aus anderen ethnischen Gruppen; 2,22 Prozent stammten von zwei oder mehr Ethnien ab. 22,78 Prozent der Einwohner waren spanischer oder lateinamerikanischer Abstammung.
Von den 81.954 Haushalten hatten 40,8 Prozent Kinder oder Jugendliche, die mit ihnen zusammen lebten. 62,2 Prozent waren verheiratete, zusammenlebende Paare 10,4 Prozent waren allein erziehende Mütter und 23,0 Prozent waren keine Familien. 19,1 Prozent waren Singlehaushalte und in 6,4 Prozent lebten Menschen im Alter von 65 Jahren oder darüber. Die durchschnittliche Haushaltsgröße betrug 2,82 und die durchschnittliche Familiengröße betrug 3,23 Personen.
28,6 Prozent der Bevölkerung war unter 18 Jahre alt, 8,6 Prozent zwischen 18 und 24, 32,4 Prozent zwischen 25 und 44, 21,5 Prozent zwischen 45 und 64 und 8,8 Prozent waren 65 Jahre alt oder älter. Das Medianalter betrug 34 Jahre. Auf 100 weibliche Personen kamen 106,8 männliche Personen und auf 100 Frauen im Alter von 18 Jahren oder darüber kamen 107,4 Männer.
Das jährliche Durchschnittseinkommen eines Haushalts betrug 48.632 USD, das Durchschnittseinkommen einer Familie betrug 55.282 USD. Männer hatten ein Durchschnittseinkommen von 42.193 USD, Frauen 27.728 USD. Das Prokopfeinkommen betrug 20.021 USD. 8,1 Prozent der Familien und 10,2 Prozent der Einwohner lebten unterhalb der Armutsgrenze.

## Städte und Gemeinden
- Algoa
- Alvin
- Anchor
- Angleton
- Arcola
- Ashwood
- Baileys Prairie
- Bonney
- Brazoria
- Brookside Village
- Clute
- Damon
- Danbury
- Danciger
- Duke
- East Columbia
- Freeport
- Iowa Colony
- Jones Creek
- Juliff
- Lake Jackson
- Liverpool
- Lochridge
- Manvel
- McBeth
- Old Brazoria
- Old Ocean
- Otey
- Oyster Creek
- Pearland
- Quintana
- Richwood
- Rosharon
- Sandy Point
- Sugar Valley
- Surfside Beach
- Sweeny
- West Columbia
- Wild Peach Village

## Schutzgebiete und Parks
- Arrington Park
- Austin Park
- Brazoria City Park
- Brazoria National Wildlife Refuge
- Clute City Park
- Crews Park
- Dads Club Community Park
- Dunbar Park
- Garland Park
- Independence Park
- Le Tufle Park
- Mac Lean Park
- McLean Road Park
- Morgan Park
- Newman Park
- Peach Point Wildlife Management Area
- Riverside Park
- Rueben Welch Park
- San Bernard National Wildlife Refuge
- Suggs Park
- Varner Hogg Plantation State Historical Park